# Ralytupa fumidapex
Ralytupa fumidapex är en tvåvingeart som först beskrevs av Loïc Matile 1970.  Ralytupa fumidapex ingår i släktet Ralytupa och familjen platthornsmyggor. Inga underarter finns listade i Catalogue of Life.